# Mihály Kata
Mihály Kata (* 13. April 2002 in Budapest) ist ein ungarischer Fußballspieler.

## Karriere

### Verein
Nachdem Kata in der Jugend für BVSC-Zugló und Dalnoki Akadémia gespielt hatte, schloss er sich ab 2013 der des MTK Budapest an, wo er auch die U17 und die U19 durchlief. Zur Saison 2019/20 wurde er ein fester Teil des Kaders der ersten Mannschaft. Dort kam er am 7. August 2019 erstmals in der zweiten Liga zum Einsatz. Am Ende gelang ihm mit seiner Mannschaft der Aufstieg zurück in die erste Liga.

### Nationalmannschaft
Mit der ungarischen U16 bestritt er ein paar Freundschaftsspiele und qualifizierte sich später mit der U17 für die Europameisterschaft 2019, bei der er mit seiner Mannschaft den fünften Platz belegte. Auch bei der Weltmeisterschaft 2019 war er im Kader und bekam in zwei Spielen Einsatzzeit. Nach einer Partie mit der U18 kam er später mit der U21 zu Einsätzen und nahm an der Europameisterschaft 2021 teil.
Sein Debüt im Trikot der A-Nationalmannschaft hatte er am 7. September 2023, als er bei einem 2:1-Sieg über Serbien in der Qualifikation für die Europameisterschaft 2024 zur 77. Minute für Ádám Nagy eingewechselt wurde.